# Sveriges författarfond
Sveriges författarfond är bildad för att kunna ge ersättning av statsmedel till upphovsmän till litterära verk.

## Organisation
Fonden förvaltas av Kammarkollegiet. Utbetalningar från fonden verkställs av Kammarkollegiet efter beslut av styrelsen. Styrelsen skall bestå av ordförande och tretton andra ledamöter. Ordföranden och tre ledamöter jämte suppleanter för dem förordnas av regeringen. Av övriga ledamöter utses åtta av Sveriges författarförbund, en av Föreningen svenska tecknare och en av Svenska fotografernas förbund. Ordförande, övriga ledamöter och suppleanter utses för högst tre år i sänder.

## Biblioteksersättning
Till fonden överförs av statsmedel
- 1 krona och 32 öre för varje hemlån från bibliotek av litterärt verk i original,
- 5 kronor och 28 öre för varje referensexemplar av sådant verk,
- 66 öre för varje hemlån av litterärt verk i översättning till eller från svenska språket och
- 2 kronor och 64 öre för varje referensexemplar av sådan översättning.[2]

Ersättning, kallad biblioteksersättning, utgår enligt Förordningen om Sveriges författarfond (1962:652) för användningen av upphovsmannens verk genom bibliotek.
Frågor rörande fonden och dess användning handläggas av en styrelse. Efter upphovsmannens död övergår hans rätt till författarpenning eller översättarpenning enligt lagstiftningen om bodelning, arv och testamente.

## Övrig fördelning av medel
Sedan fonden lämnat författarpenningar och översättarpenningar i form av biblioteksersättning och utgifter för styrelsens verksamhet blivit täckta, skall den användas till
1. pensioner och understöd till upphovsmän till litterära verk samt understöd till deras efterlevande,
2. stipendier till förtjänta upphovsmän till litterära verk och bokillustratörer och
3. bidrag till särskilda ändamål som avser litterär verksamhet.[5]

## Premier
Sveriges Författarfonds premium till personer för belöning av litterär förtjänst var en utmärkelse som Sveriges författarfond tilldelade flera litterära upphovsmän om året under perioden 1955–2005.